# 月眉 (臺中市)
月眉，是臺灣臺中市后里區的一個傳統地域名稱，位於該區西部。相較於今日行政區，其範圍大致包括月眉里、眉山里。

## 歷史
台灣清治末期，月眉地區為一街庄，稱為「月眉庄」，隸屬於苗栗三堡。該庄輪廓略呈東北—西南狹長的矩形，西北及北與六份庄為鄰，東北與中社庄為鄰，東邊及東南邊為后里庄、墩仔腳庄、中和庄，西南邊為四塊厝庄。
1901年（日明治三十四年）11月，全台廢縣廳改設二十廳，該庄隸屬於苗栗廳。1903年（明治三十六年）6月，該庄編入「內埔區」，仍隸屬於苗栗廳。1909年（明治四十二年）10月，全台二十廳合併為十二廳，苗栗廳廢止，內埔區改隸屬於臺中廳。1920年（大正九年），全台地方制度大改正，該庄改制為「月眉」大字，隸屬於臺中州豐原郡內埔庄。
戰後內埔庄改制為內埔鄉，隸屬於臺中縣，大字亦改制為村。1950年10月，中、彰、投分治，外埔鄉隸屬不變。1955年，因與屏東縣內埔鄉同名，改名為「后里鄉」。2010年12月，隨著臺中縣、市合併為直轄臺中市，后里鄉改制為后里區，村亦改制為里。

## 聚落
本地區發展較早的聚落為月眉（上月眉），在日治期初期的官方地圖上已有記載。此外，本地區尚有九甲、月眉（西側）、五甲六、店後莊、忠明社區等聚落。

## 交通
國道1號又稱「中山高速公路」，是台灣西部兩條縱向高速公路之一，大致以東北—西南走經過本地區東北部。境內東北端設有泰安服務區，東南部邊界地帶設有后里交流道，可與市道132號連結。由此可快速前往國道1號沿線各地。
市道132號（甲后路）是大安港至后里的道路，大致以西北西—東南東走向經過本地區中部偏南地帶。由該道路向西北西可前往外埔、大甲、大安港並止於區道中7線路口，向東南東可前往后里市區並止於台鐵后里車站。
市道132甲線（公安路）是月眉至下后里的道路，其西側端點位於本地區中部偏南南西的市道132號路口。由此向南南西轉東南東可前往中和、墩子腳、后里市區並止於市道132號另一路口。
區道中30線是番子寮至后里的道路，大致以北向南轉東北—西南走向再轉西北—東南走向蜿蜒經過本地區東北端。由該道路向北轉西可前往六分、磁磘、內水尾、外水尾西部邊界地帶南側並止於省道台1線路口，向東南可前往后里市區北側並止於省道台13線路口。
區道中33線（安眉路）是月眉至新店的道路，其南側端點位於本地區西南部市道132號路口。由此向東北行至崎頭轉東南再轉東北至出境後，可前往中社、新店並止於區道中28線路口。
區道中34線（四月路）是口莊至月眉的道路，其東側端點位於本地區南部月眉國小西側的市道132號路口。由此向西南轉西南西出境後，可前往四塊厝、磁磘的三崁並止於市道132號另一路口。
區道中36線（甲后路1195巷、三線路）是六分至內埔的道路，其西側端點位於本地區西部忠明社區的市道132號路口。由此向南至本地區南部邊界後轉東南沿邊界而行，出境後可前往舊社與中和邊界地帶、舊社與墩子腳邊界地帶、墩子腳中部偏西南的七星國小前並止於區道中38線路口。
區道中37線（月湖路）是頂月眉至中和的道路，其北側端點位於本地區東北部區道中33線路口。由此向南蜿蜒而行，出境後可前往墩子腳西北部、中和聚落北側並止於市道132甲線路口。

## 學校
- 月眉國小
- 育英國小

## 文化資產
- 大日本製糖株式會社大甲製糖所（歷史建築）

## 景點
- 麗寶樂園
- 澤民樹